# Variabele grasmot
De variabele grasmot (Agriphila tristella) is een vlinder uit de familie grasmotten (Crambidae). De spanwijdte van deze grote grasmot is 22 tot 30 millimeter. De vlinder kan worden herkend aan de lange lichte streep over beide vleugels.
De waardplant voor de rupsen van de variabele grasmot zijn verschillende grassoorten zoals beemdgras en smele.
De vliegtijd van deze in Nederland en België algemene vlinder is van juni tot en met september. De vlinder leeft in heel Europa en het westelijk deel van Azië. In berggebied komt de vlinder voor tot een hoogte van 2000 meter.